# Ogcodes froggatti
Ogcodes froggatti är en tvåvingeart som beskrevs av Evert I. Schlinger 1989. Ogcodes froggatti ingår i släktet Ogcodes och familjen kulflugor. Inga underarter finns listade i Catalogue of Life.